# タミル川
タミル川 (Тамир голタミル・ゴル) とは、モンゴル国 アルハンガイ県のハンガイ山脈の渓谷よりオルホン川に流れ込む河川である。

## 概要
モンゴル帝国の時代よりその存在を知られており、『元朝秘史』では塔迷児(Tamir)河と記されている。また、「タミル」とはモンゴル語で「活力」を意味する。
タミル川は源流の異なる2つの支流から成り、2つの支流はそれぞれ北タミルもしくは後タミル (Хойт Тамир гол,／Khoit Tamir gol) 、南タミルもしくは前タミル (Урд Тамир гол, Urd Tamir gol)と呼称される。清代に編纂された『蒙古遊牧記』によると、北タミルは南タミルの西北300支里にある枯庫嶺より流れ出、南タミルはハンガイ山の北麓より流れ出るという。